# Mercœur (Corrèze)
Mercœur é uma comuna francesa na região administrativa da Nova Aquitânia, no departamento de Corrèze. Estende-se por uma área de 29,94 km². Em 2010 a comuna tinha 245 habitantes (densidade: 8,2 hab./km²).